# Kościół Matki Bożej Fatimskiej w Krakowie (ul. Mały Płaszów)
Kościół Matki Bożej Fatimskiej – rzymskokatolicki kościół parafialny księży sercanów znajdujący się w Krakowie, w dzielnicy XIII Podgórze, przy ul. Mały Płaszów 11, w Płaszowie.

## Historia
18 sierpnia 2002 r. w czasie mszy sprawowanej na krakowskich Błoniach, pod przewodnictwem Jana Pawła II, został poświęcony kamień węgielny pochodzący z Sanktuarium Bożego Miłosierdzia w Krakowie-Łagiewnikach. Kamień ten został wyjęty z grobu Faustyny Kowalskiej. Budowę kościoła rozpoczęto formalnie 5 marca 2003 r. 20 lipca 2003 r. czasie audiencji generalnej, po zakończonej modlitwie Anioł Pański, Jan Paweł II poświęcił i pobłogosławił kamień węgielny, wyjęty z groty objawień Matki Bożej w Fatimie dla budującego się nowego kościoła. Papież złożył własnoręczny podpis na certyfikacie potwierdzającym autentyczność pochodzenia kamienia węgielnego. 19 kwietnia 2004 r. rozpoczęto budowę tymczasowej kaplicy, którą 18 listopada 2004 r. otworzył i pobłogosławił ks. kardynał Franciszek Macharski.
W 2005 r. rozpoczęto budowę właściwego kościoła według projektu architekta Józefa Dutkiewicza. 13 maja 2012 r. kościół został poświęcony przez kard. Stanisława Dziwisza i oddany do użytku.

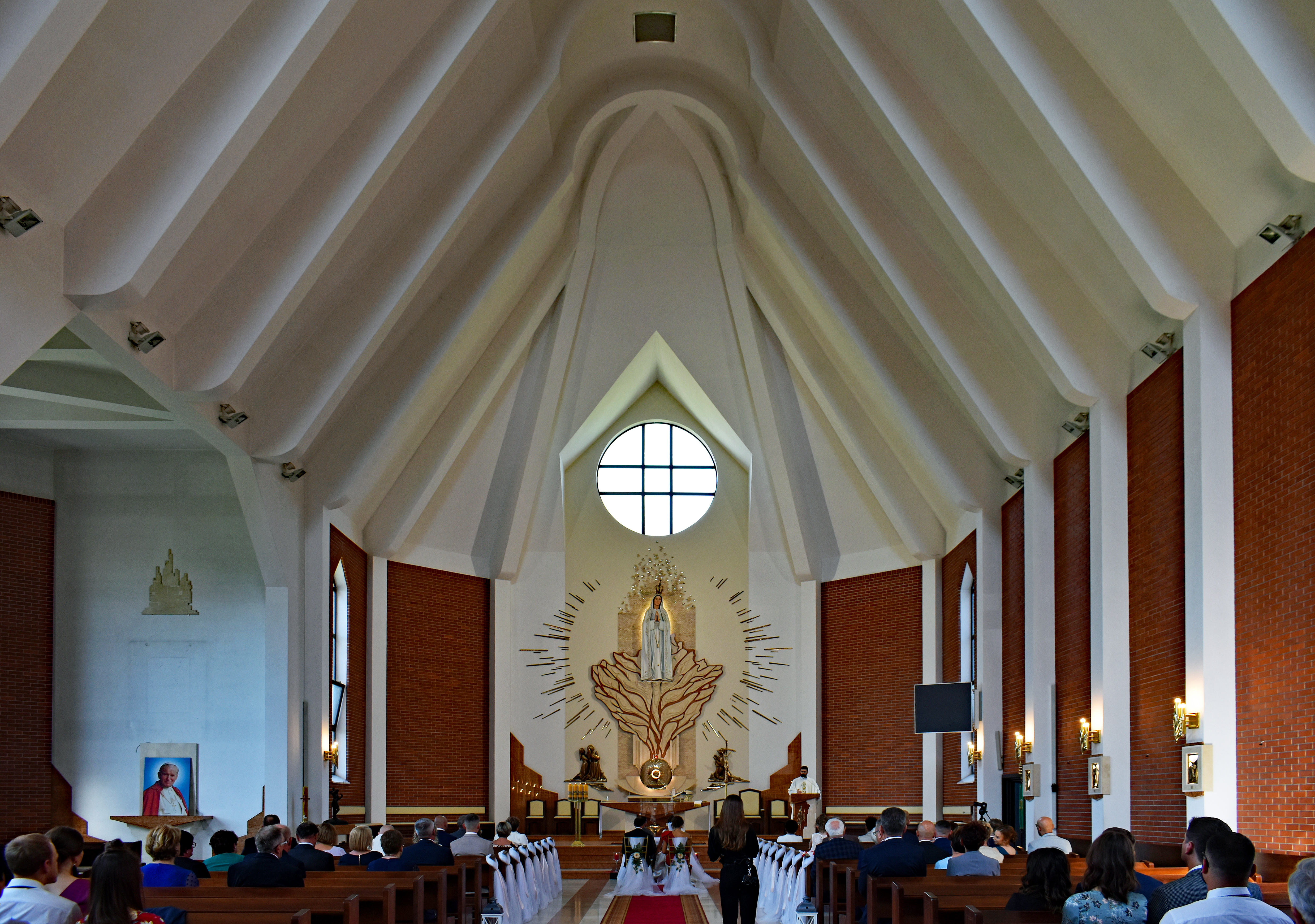
Wnętrze kościoła.